# C. J. Box
Pour les articles homonymes, voir Box.
Œuvres principales
- Meurtres en bleu marine

C. J. Box, né Charles James Box le 9 novembre 1958 à Cheyenne dans le Wyoming, est un écrivain américain, auteur de roman policier. Il est le créateur du garde-chasse Joe Pickett, enquêteur dans plus d'une douzaine de récits policiers.

## Biographie
Après des études supérieures en communication à l'Université de Denver, il exerce de nombreux petits métiers (garde pêche, manœuvre, arpenteur, journaliste). Il est aujourd'hui le patron d'une société de marketing dont l'action est de promouvoir le tourisme dans cinq États des Rocheuses.
Il se lance en littérature en 2001 avec la publication de Détonations rapprochées (Open Season), premier titre d'une série policière consacrée aux enquêtes du garde-chasse Joe Pickett. Homme paisible et assez ordinaire, il travaille dur et aime la besogne bien faite en dépit de son salaire qui couvre à peine les besoins de sa famille. Tireur médiocre dans une région où chacun porte une arme à feu, il possède des qualités morales faites d'intégrité, d'honnêteté et d'une irréprochable droiture. 
Dans l'interview réalisée avec C. J. Box en 2010, Florence Meney écrit: « L’écrivain aime particulièrement la description que le New York Times a faite de son héros, dont les tribulations figurent parmi les plus appréciées des lecteurs: « Un homme qui n’a rien de remarquable, sauf la capacité de penser par lui-même et son honnêteté », y lisait-on. Un archétype bien américain, on le voit, celui de l’individu intègre, en phase avec la nature et dressé en seul rempart contre le mal ».
Dans sa première enquête, Joe Pickett tente d'élucider une série de meurtres qui impliquent des sociétés pétrolières et leurs magouilles pour laisser croire qu'elles se soucient de la protection d'espèces menacées. Le thème de l'écologie revient en filigrane dans La Mort au fond du canyon (Savage Run, 2002) où Pickett a maille à partir avec des tueurs à gages à la solde de grands propriétaires fonciers.
Aux États-Unis, Box a reçu de nombreux prix littéraires : le prix Anthony, le Gum Shoe Award, le prix Macavity et le L.A. Times Book Award. Le prix Edgar-Allan-Poe lui est décerné par l'association des Mystery Writers of America pour Meurtres en bleu marine (Blue Heaven, 2009), roman policier qui ne fait pas partie de la série des enquêtes de Joe Pickett.
En France, son premier livre traduit, Détonations rapprochées, a reçu le prix Calibre 38 en 2004.
Il vit toujours dans sa ville natale de Cheyenne dans le Wyoming.

## Œuvre

### Romans

#### SérieJoe Pickett
1. (en) Open Season, New York, G. P. Putnam's Sons, 5 juillet 2001, 293 p. (ISBN 978-0-399-14748-7, LCCN 00050992) Publié en français sous le titre Détonations rapprochées  (trad. William Olivier Desmond), Paris, Seuil, coll. « Seuil policiers », 12 septembre 2003, 281 p. (ISBN 978-2-02-056340-6, BNF 39076498)
2. (en) Savage Run, New York, G. P. Putnam's Sons, 30 mai 2002, 272 p. (ISBN 978-0-399-14887-3, LCCN 2001057872) Publié en français sous le titre La Mort au fond du canyon  (trad. William Olivier Desmond), Paris, Seuil, coll. « Seuil policiers », 22 septembre 2004, 301 p. (ISBN 978-2-02-056338-3, BNF 39253648)
3. (en) Winterkill, New York, G. P. Putnam's Sons, 8 mai 2003, 372 p. (ISBN 978-0-399-15045-6, LCCN 2002037120) Publié en français sous le titre Winterkill  (trad. Anick Hausman), Paris, Seuil, coll. « Seuil policiers », 7 octobre 2005, 385 p. (ISBN 978-2-02-061999-8, BNF 40071036)
4. (en) Trophy Hunt, New York, G. P. Putnam's Sons, 17 juin 2004, 323 p. (ISBN 978-0-399-15200-9, LCCN 2004044389) Publié en français sous le titre Sanglants Trophées  (trad. William Olivier Desmond), Paris, Seuil, coll. « Seuil policiers », 19 octobre 2006, 342 p. (ISBN 978-2-02-078942-4, BNF 40950807)
5. (en) Out of Range, New York, G. P. Putnam's Sons, 5 mai 2005, 308 p. (ISBN 978-0-399-15291-7, LCCN 2004060141) Publié en français sous le titre L'Homme délaissé  (trad. de l'anglais par Anick Hausman), Paris, Seuil, coll. « Seuil policiers », 18 octobre 2007, 323 p. (ISBN 978-2-02-084741-4, BNF 41159290)
6. (en) In Plain Sight, New York, G. P. Putnam's Sons, 4 mai 2006, 305 p. (ISBN 978-0-399-15360-0, LCCN 2005056680) Publié en français sous le titre Ciels de foudre  (trad. de l'anglais par Étienne Menanteau), Paris, Seuil, coll. « Seuil policiers », 2 avril 2009, 285 p. (ISBN 978-2-02-090170-3, BNF 41473559)
7. (en) Free Fire, New York, G. P. Putnam's Sons, 10 mai 2007, 352 p. (ISBN 978-0-399-15427-0, LCCN 2007000539) Publié en français sous le titre Zone de tir libre  (trad. de l'anglais par Aline Weill), Paris, Seuil, coll. « Seuil policiers », 8 octobre 2009, 388 p. (ISBN 978-2-02-096486-9, BNF 42089862)
8. (en) Blood Trail, New York, G. P. Putnam's Sons, 20 mai 2008, 301 p. (ISBN 978-0-399-15488-1, LCCN 2007044776) Publié en français sous le titre Le Prédateur  (trad. de l'anglais par Aline Weill), Paris, Seuil, coll. « Seuil policiers », 7 octobre 2010, 306 p. (ISBN 978-2-02-098294-8, BNF 42307028)
9. (en) Below Zero, New York, G. P. Putnam's Sons, 16 juin 2009, 342 p. (ISBN 978-0-399-15575-8, LCCN 2009008110) Publié en français sous le titre Below Zero aux éditions Calmann Levy en 2012 (traduction d'Aline Weill) ; réédition sous le titre L'Empreinte des morts, Points Policier no 3051, 2013
10. (en) Nowhere to Run, New York, G. P. Putnam's Sons, 6 avril 2010, 356 p. (ISBN 978-0-399-15645-8, LCCN 2009046027) Publié en français sous le titre Fin de course, (trad. Aline Weill), éditions Calmann Levy, 2013
11. (en) Cold Wind, New York, G. P. Putnam's Sons, 22 mars 2011, 388 p. (ISBN 978-0-399-15735-6) Publié en français sous le titre Vent froid [3], (trad. Aline Weill), éditions Calmann Levy, 2014
12. (en) Force of Nature, New York, G. P. Putnam's Sons, 22 mars 2012 (ISBN 978-0-399-15826-1)Publié en français sous le titre Force majeure, (trad. Aline Weill), éditions Calmann Levy, 2014
13. (en) Breaking Point, New York, G. P. Putnam's Sons, 22 mars 2013 (ISBN 978-0-399-16075-2)Publié en français sous le titre Poussé à bout, (trad. Marie-France de Paloméra), éditions Calmann Levy, 2015
14. (en) Stone Cold, New York, G. P. Putnam's Sons, 11 mars 2014, 384 p. (ISBN 978-0-399-16076-9)
15. (en) Endangered, New York, G. P. Putnam'Sons, 10 mars 2015 (ISBN 978-0-399-17555-8)
16. (en) Off the Grid, New York, G. P. Putnam' Sons, 8 mars 2016, 371 p. (ISBN 978-0-399-17660-9)
17. (en) Vicious Circle, New York, G. P. Putnam' Sons, 2017, 384 p. (ISBN 978-0-399-17661-6)
18. (en) The Disappeared, New York, G. P. Putnam' Sons, 17 mars 2018, 400 p. (ISBN 978-0-399-17662-3)
19. (en) Wolf Pack, New York, G. P. Putnam' Sons, 2019
20. (en) Long Range, New York, G. P. Putnam' Sons, 2020
21. (en) Dark Sky, New York, G. P. Putnam' Sons, 2021
22. (en) Shadows Reel, New York, G. P. Putnam' Sons, 2022
23. (en) Storm Watch, New York, G. P. Putnam' Sons, 2023

#### SérieCody Hoyt
- (en) Three Weeks to Say Goodbye, New York, 6 janvier 2009, 340 p. (ISBN 978-0-312-36572-1, LCCN 2008031693)

- (en) Back of Beyond, New York, Minotaur Books, 2 août 2011, 372 p. (ISBN 978-0-312-36574-5, LCCN 2011010134) Publié en français sous le titre Piégés dans le Yellowstone, (trad. Freddy Michalski), éditions du Seuil, octobre 2013
- (en) The Highway, New York, Minotaur Books, juillet 2013 (ISBN 978-0-312-58320-0) Publié en français sous le titre Au bout de la route, l'enfer , (trad. Freddy Michalski), éditions du Seuil, septembre 2014 [4]

### SérieCassie Dewell
- (en) The Highway, New York, Minotaur Books, juillet 2013 (ISBN 978-0-312-58320-0) Publié en français sous le titre Au bout de la route, l'enfer , (trad. Freddy Michalski), éditions du Seuil, septembre 2014 [4]
- (en) Badlands, New York, Minotaur Books, juillet 2015 (ISBN 978-0-312-58321-7)
- (en) Paradise Valley, New York, Minotaur Books, juillet 2018 (ISBN 978-1-250-05104-2)
- The Bitterroots (2019)
- Treasure State (2022)

#### Autres romans
- (en) Blue Heaven, New York, St. Martin’s Minotaur, 8 janvier 2008, 344 p. (ISBN 978-0-312-36570-7, LCCN 2007038728) Publié en français sous le titre Meurtres en bleu marine  (trad. de l'anglais par Anick Hausman), Paris, Seuil, coll. « Seuil policiers », 11 septembre 2008, 382 p. (ISBN 978-2-02-094928-6, BNF 41343202)
- (en) Pronghorns of the Third Reich, New York, 1er avril 2014, 46 p. (ISBN 978-1-781-85826-4) Publié en français sous le titre Le Convoyeur du IIIe Reich  (trad. de l'anglais par Aline Weill), Paris, Ombres noires, 28 mai 2014, 96 p. (ISBN 978-2-08-133573-8)

### Recueil de nouvelles
- (en) Shots Fired : Stories from Joe Pickett Country, New York, Putnam, juillet 2014
  - (en) Dull Knife (2005)
  - (en) The Master Falconer (2006)
  - (en) Le Sauvage Noble (2007)

### Livres audio
Sur les dix-sept romans traduits en français, quatre ont fait l'objet d'une adaptation sous forme de livres audio en texte intégral, publiés chez Livraphone :
- Détonations rapprochées, La Mort au fond du canyon et Winterkill, romans 1 à 3 de la série Joe Pickett, narrés par Jacques Frantz ;
- Meurtres en bleu marine, narré par Marc-Henri Boisse.

## Prix et nominations

### Prix
- Prix Anthony 2002 du meilleur premier roman pour Open Season[5]
- Prix Barry 2002 du meilleur premier roman pour Open Season[6]
- Prix Edgar-Allan-Poe 2009 du meilleur roman pour Blue Heaven[7]
- Prix Barry 2016 du meilleur roman pour Badlands[6]

### Nominations
- Prix Edgar-Allan-Poe 2002 du meilleur premier roman pour Open Season[7]
- Prix Macavity 2002 du meilleur premier roman pour Open Season[8]
- Prix Lefty 2008 du meilleur roman pour Free Fire[9]

## Autres médias
- Big Sky (série télévisée) (2020–2023) (ABC/20th Television) adapté du livre "The Highway" en français Au bout de la route, l'enfer.
- Joe Pickett (série télévisée) (2021–2023) sur le réseau cable Spectrum.